# Pont suspendu sur la Durance
Le pont suspendu de Mallemort est un pont suspendu traversant la Durance entre les communes de Mallemort dans les Bouches-du-Rhône et de Mérindol en Vaucluse. Il est actuellement hors d'usage.

## Histoire
Il est construit entre 1844 et 1848. Le pont, ainsi que les façades et toitures de la maison du gardien, sont inscrits au titre des monuments historiques par arrêté du 2 juin 1986.